# Plethysmochaeta tripartita
Plethysmochaeta tripartita är en tvåvingeart som beskrevs av Schmitz 1958. Plethysmochaeta tripartita ingår i släktet Plethysmochaeta och familjen puckelflugor. Inga underarter finns listade i Catalogue of Life.